# Abrotanella
Abrotanella, rod malenih višegodišnjih biljčica iz porodice glavočika cjevnjača smješten u vlastiti subtribus Abrotanellinae, tribus  Senecioneae. Visina im često puta ne prelazi više od nekoliko milimetara iznad tla. Raširene su po južnoj polutki, Australija, Tasmanija, Novi Zeland, Čile i Argentina (Ognjena zemlja).
Pripada mu 21 vrsta.

## Opis
To je rod sa oko 20 vrsta iz Australazije, Nove Gvineje, umjerene Južne Amerike i Rodrigueza. Ove biljke rastu poput prostirki po tlu i srodne su kotuli, ali imaju vrlo uske, cijele listove u rozetama i potpuno neznatne, sitne cvjetiće obično skrivene među lišćem. Listovi naizmjenični, rubovi cijeli. Glavice pojedinačne ili malobrojne u gronjama, sjedećih ili s kratkim peteljkama, male; ovojni brakteji 2-redni, ± jednaki ili vanjski kraći; receptakul ± ravan, gol. Cvjetići cjevasti; vanjski ženski, 3- ili 4-zubi; unutarnji dvospolni ili muški, 4-zubi. Prašnici su tupi do oštro kratkog repa, vršni dodatak ± u obliku jezika. Stilove grane kratke, skraćene.

## Vrste
1. Abrotanella caespitosa Petrie ex Kirk
2. Abrotanella diemii Cabrera
3. Abrotanella emarginata (Gaudich.) Cass.
4. Abrotanella fertilis Swenson
5. Abrotanella forsteroides (Hook.f.) Benth.
6. Abrotanella inconspicua Hook.f.
7. Abrotanella linearifolia A.Gray
8. Abrotanella linearis Berggr.
9. Abrotanella muscosa Kirk
10. Abrotanella nivigena (F.Muell.) F.Muell.
11. Abrotanella papuana S.Moore
12. Abrotanella patearoa Heads
13. Abrotanella purpurea Swenson
14. Abrotanella pusilla Hook.f.
15. Abrotanella rostrata Swenson
16. Abrotanella rosulata Hook.f.
17. Abrotanella scapigera F.Muell. ex Benth.
18. Abrotanella spathulata Hook.f.
19. Abrotanella submarginata A.Gray
20. Abrotanella trichoachaenia Cabrera
21. Abrotanella trilobata Swenson

- Abrotanella filiformis Petrie; sinonim za Abrotanella linearis Berggr.

## Sinonimi
- Ceratella Hook.f.; Fl. Antarct. 1: 25. t. 18 (1845)
- Scleroleima Hook.f.; Hook. Lond. J. Bot. 5: (1847) 444. t. 14
- Trineuron Hook.f.; Fl. Antarct. 1: 23. t. 17 (1845)